# Орханийски трезвеник
„Орханийски трезвеник“ е вестник в Орхание. Издава се от редакционен комитет в периода 10 февруари – 29 април 1928 г.
Представлява местен въздържателен лист. Печата се в печатница „наука“ на Карл Йосифов Папаушек.